# زیردریایی یو-۷۰۵
زیردریایی یو-۷۰۵ (به انگلیسی: German submarine U-705) یک زیردریایی است که طول آن ۶۷٫۱ متر (۲۲۰ فوت ۲ اینچ) می‌باشد. این زیردریایی در سال ۱۹۴۱ ساخته شد.